# Mission interministérielle d'aménagement touristique du littoral du Languedoc-Roussillon

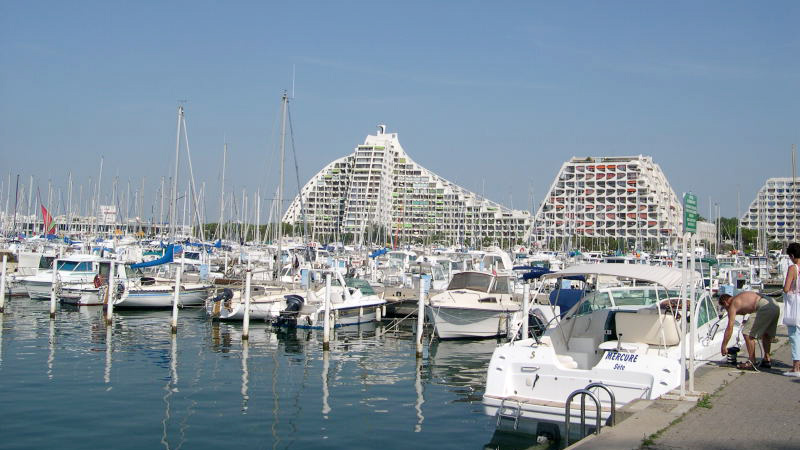
La Grande-Motte, l'une des stations créées par la mission Racine.

La mission interministérielle d'aménagement touristique du littoral du Languedoc-Roussillon, aussi appelée mission Racine du nom de son président Pierre Racine, est une structure administrative française créée en 1963 pour conduire de grands travaux d'infrastructure en vue de développer le littoral de la Méditerranée dans les départements du Gard, de l'Hérault, de l'Aude et des Pyrénées-Orientales, dans l'ancienne région du Languedoc-Roussillon.
Cette mission a été lancée à l'initiative de la Délégation à l'aménagement du territoire et à l'action régionale (DATAR). Elle a fonctionné de 1963 à 1983 et a accompagné le développement du tourisme de masse ciblant les catégories populaires. Ce dernier est alors porté par l'augmentation du niveau de vie et la généralisation de l'automobile lors de la dernière partie des Trente Glorieuses.

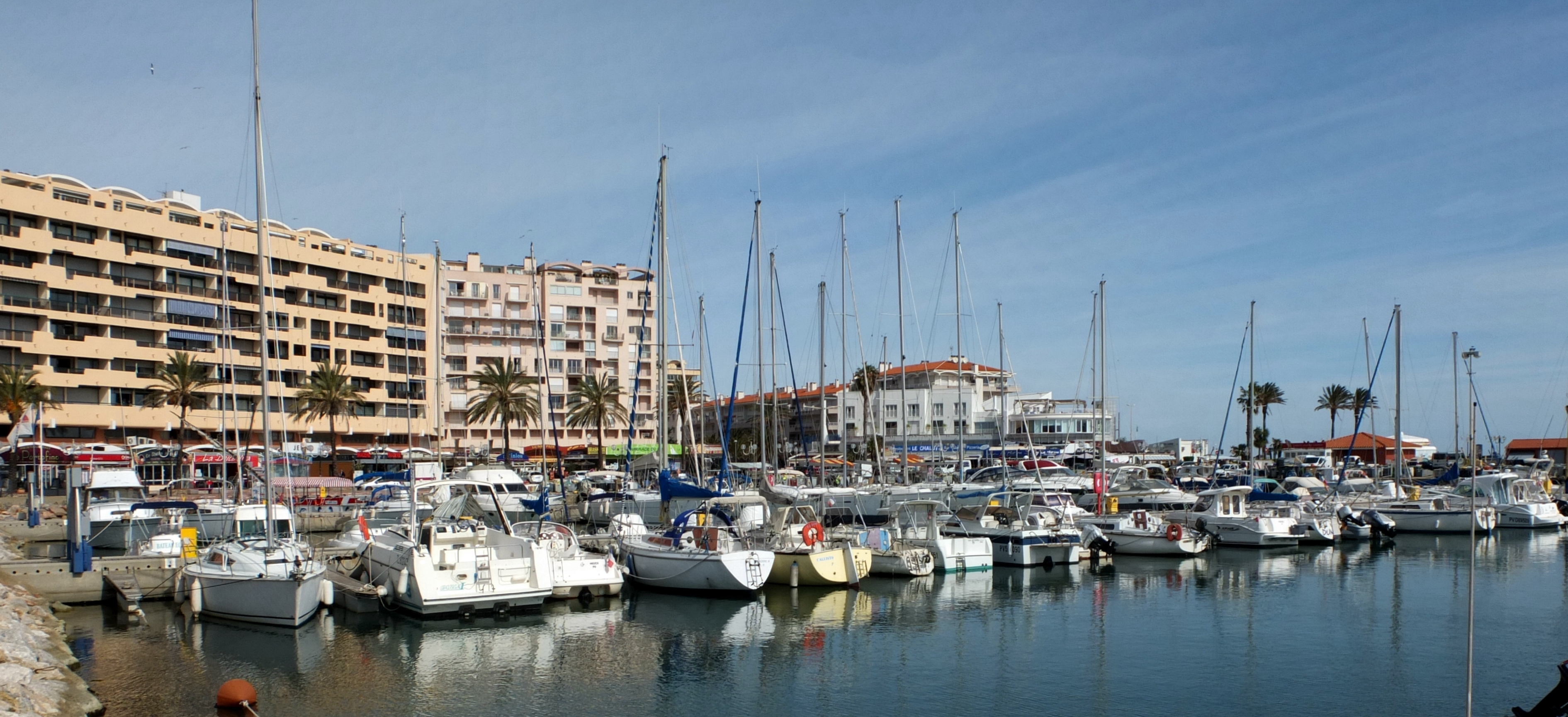
Port de Saint-Cyprien.

Elle est notamment à l'origine de la création des stations balnéaires de Port-Camargue au Grau-du-Roi, La Grande-Motte, Le Cap d'Agde, Gruissan, Port Leucate, Port Barcarès et Saint-Cyprien.

## Historique

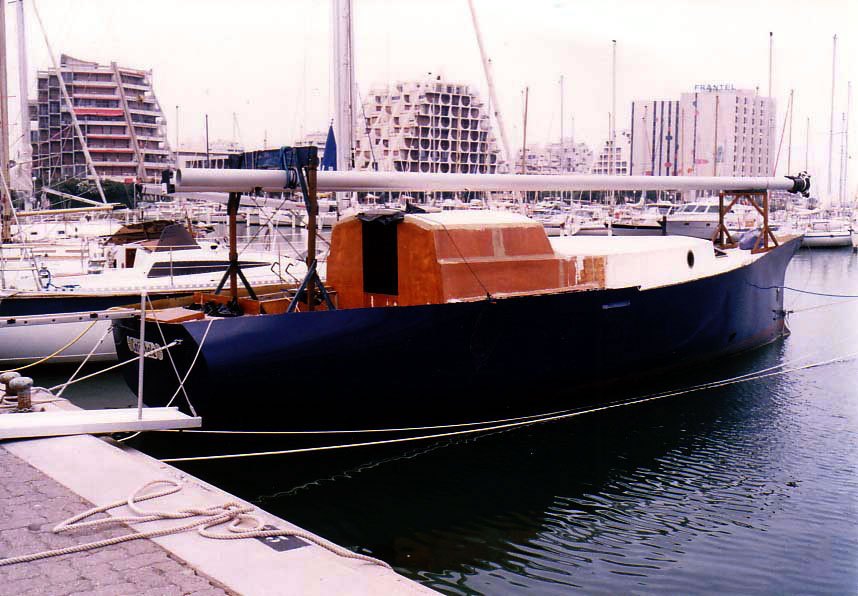
Aperçu de l'architecture de la Grande Motte

Jusqu’aux débuts des années 1960, l’économie du Languedoc-Roussillon  repose essentiellement sur la viticulture. Or, cette dernière connaît depuis la crise viticole de 1907 une série de crises graves. La région est en outre sous-industrialisée, sans sources d’énergie, ni matières premières. C’est ainsi qu’après quatre années de réflexion commencées dès 1959 par le ministre de la Construction Pierre Sudreau, l’aménagement touristique du littoral du Languedoc est décidé par le gouvernement de Georges Pompidou sous l’impulsion du général de Gaulle.
En 1963 la DATAR lance donc sa première opération d’ampleur, avec la mise en place de la Mission interministérielle pour l’aménagement du littoral du Languedoc-Roussillon. Le décret est pris le 18 juin 1963.
Présidée par Pierre Racine (conseiller d’État et directeur de cabinet de Michel Debré de 1959 à 1962), cette dernière doit à la fois répondre à des enjeux locaux (démoustication, diversification de l’économie face aux crises viticole et industrielle) mais aussi nationaux (captation du tourisme méditerranéen face à l’attrait de l’Espagne, apport d’investissements).
Initialement créée pour une durée de trois ans, elle a est régulièrement prorogée pour prendre fin le 31 décembre 1982.
Par la suite, une nouvelle « Mission interministérielle d’aménagement du littoral du Languedoc-Roussillon », dite « Mission Littoral », est chargée d'élaborer un « Plan de développement durable du littoral » et fonctionne de 2001 à 2006.

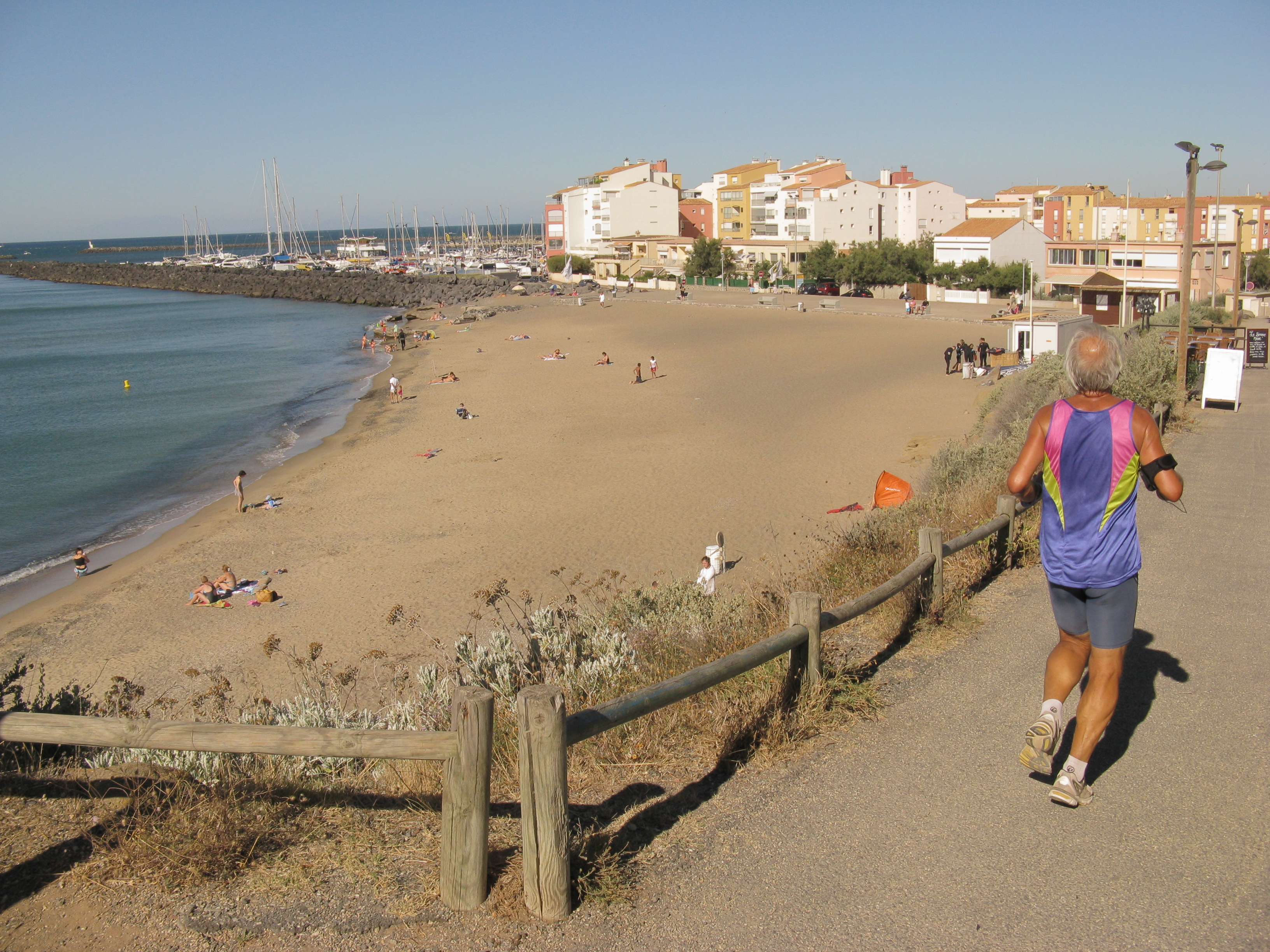
Cap d'Agde

Après 2006, cette mission a été maintenue dans une configuration nouvelle. Elle est hébergée par le secrétariat général pour les affaires régionales (SGAR) à Montpellier, la préfecture de région.

## Fonctionnement
La Mission interministérielle d'aménagement du littoral du Languedoc-Roussillon est la première « administration de mission » créée en France, responsable unique de l'opération dont elle est chargée.
Elle est présidée dès ses débuts par le conseiller d’État Pierre Racine. Réunissant les ministères de la construction, des travaux publics, de l’économie et des finances, de l’agriculture, de l’intérieur ainsi que le futur préfet de région, la Mission est directement placée sous l’autorité du Premier ministre et bénéficie d’une grande liberté d’action.
Dotée d’un budget propre, elle affecte les dépenses de manière autonome et se trouve, en matière d’urbanisme, exemptée de certains règlements.
La Mission interministérielle est constituée de plusieurs entités :
- À Paris, la Mission proprement dite est composée des représentants des ministères intéressés et du Préfet de région. Ils se réunissent une fois par mois sous la présidence de Pierre Racine pour concevoir l’opération, en proposer le programme au gouvernement, prendre les décisions, suivre l’exécution ;
- Le Secrétariat général également situé à Paris (dans les locaux de la DATAR), assure la préparation du travail de la Mission, prépare le budget, met en place les crédits et veille à l’exécution des décisions ;
- À Montpellier, le service régional d’études, placé sous la responsabilité du Secrétaire général, assure la coordination des services de l’État et des sociétés d’économies mixtes qui réalisent les travaux sur le terrain. Il fait également les liaisons avec les préfectures et les municipalités. Ce service de terrain travaille en étroite collaboration avec différents organismes, notamment avec l'agence d'aménagement du littoral du Languedoc-Roussillon (AALR)  jusqu’en 1976 qui deviendra ensuite l’agence d’urbanisme pour l’aménagement touristique du littoral du Languedoc-Roussillon (ATLR)[6].

## Travaux d’aménagement du littoral
L’impact sur la région Languedoc-Roussillon est considérable : les grands travaux réalisés sur le littoral languedocien des années soixante à quatre-vingt sont presque tous, de près ou de loin, décidés par la Mission. En quelques années, sont construits ou rénovés ports, aéroports, routes et autoroutes.

### Assainissement

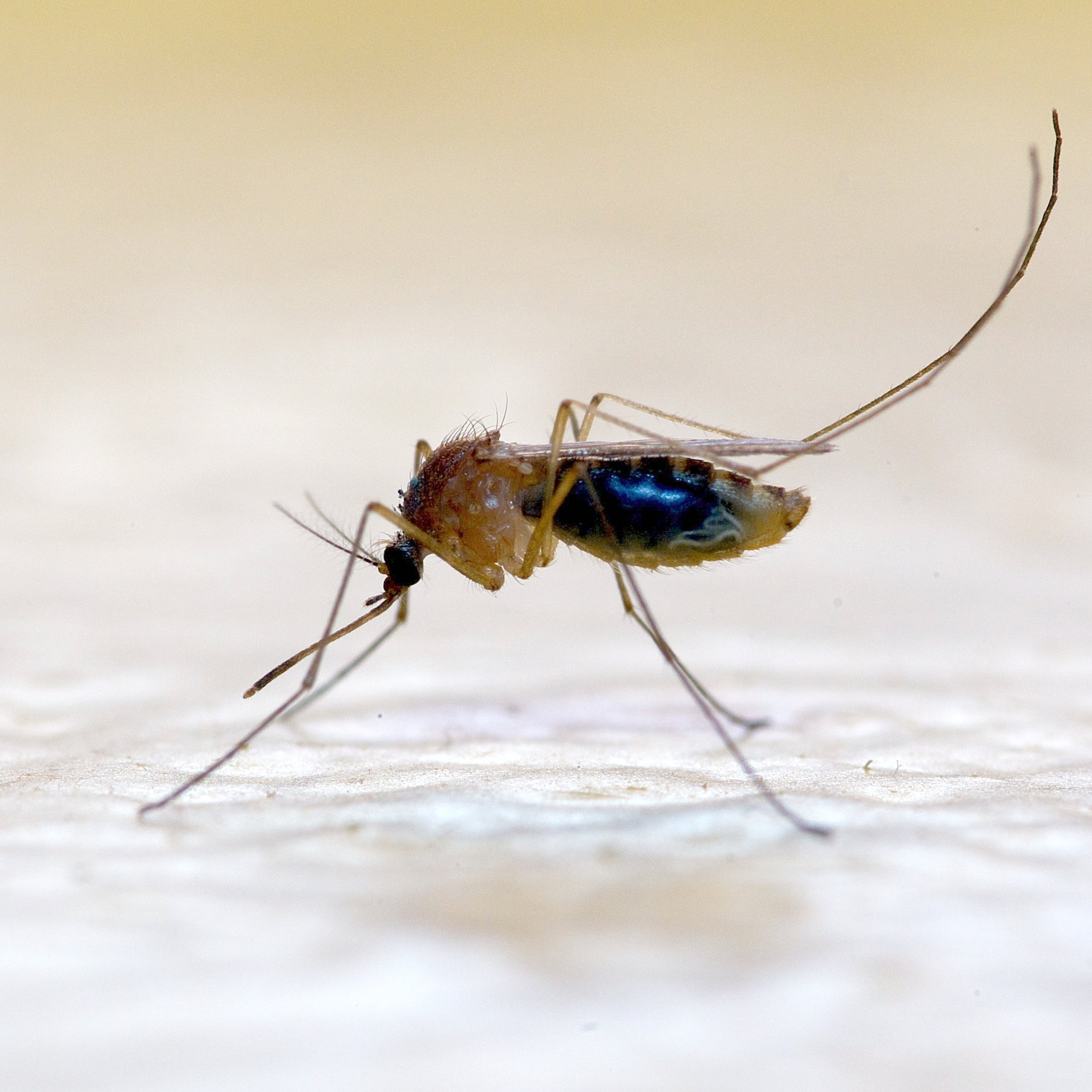
Moustique.

Préalablement à l’implantation des nouvelles infrastructures, des travaux d’assainissement sont nécessaires, le littoral étant alors infesté de moustiques. Pour cela, la Mission interministérielle utilise les services de l’Entente interdépartementale pour la démoustication (EID), organisme public créé en 1958 par les départements des Bouches-du-Rhône, du Gard et de l’Hérault. La zone est démoustiquée, les terrains asséchés, d’autres sont reboisés et de nouveaux étangs sont créés. Les travaux modifient l'environnement local. Des lagunes sont asséchées pour favoriser la construction de bâtiments et réduire la présence de moustique tandis que le trait de côte est stabilisé. Les bassins versants de la région sont également modifiés. Des produits chimiques sont utilisés pour la démoustification,.

### Aménagement touristique
« L’aménagement touristique se présente d’abord comme une immense opération d’équipement et un vaste programme de grands travaux [1] »

Les administrations normalement compétentes assurent les propositions techniques et l’exécution des grands travaux incombant à l’État (construction des routes, des ports, reboisement), mais toutes les décisions et le financement proviennent de la Mission.
L’aménagement des stations nouvelles (équipement et vente de terrains aux constructeurs) est concédé par l’État et les communes aux départements qui délèguent eux-mêmes leur responsabilité à quatre sociétés d’économie mixte créées en 1964 :
- La Société d'aménagement du département de l'Hérault (SADH), pour La Grande-Motte et Carnon ;
- La Société d'équipement du Biterrois et de son littoral (SEBLI) pour Le Cap d'Agde ;
- La Société d'économie mixte d'équipement et d'aménagement de l'Aude (SEMEAA) pour les stations audoises de Gruissan et de Port-Leucate ;
- La Société d'études et d'aménagement des Pyrénées-Orientales (SEMETA) pour Port-Barcarès.

La Mission exerce un contrôle administratif et financier sur ces différentes sociétés d'économie mixte dont elle oriente et soutient l'action.
Le paysage du littoral du Languedoc-Roussillon est ainsi redessiné autour de cinq « unités touristiques » centrées sur les stations de La Grande-Motte, Le Cap d'Agde, Gruissan, Leucate-Barcarès et Saint-Cyprien. Les aménagements alternent zones urbanisées et espaces verts, et consacrent une part importante à l’organisation des loisirs. De grands noms sont associés à la création de ces stations nouvelles : les architectes Jean Balladur pour La Grande-Motte, Jean Le Couteur pour Le Cap d'Agde et Georges Candilis pour Leucate-Barcarès.

### Protection de l'environnement
La Mission a notamment constitué des projets de classement au titre des réserves naturelles ou à celui des sites classés (Étang de Bages-Sigean, Espiguette, Aresquiers, Massif de la Clape, Massif de la Gardiole).

### Fonds d'archives
- Fonds : Service d'études de la Mission interministérielle d'aménagement du littoral du Languedoc-Roussillon de Montpellier (Mission dite "Racine") [170 ml].  Cote : 931 W art. 3-372 ; 932 W art. 1-96 ; 933 W art. 1-29 ; 1007 W art. 1-488 ; 1219 W art. 1-6 ; 1424 W art. 1-174 ; 1583 W art. 1-163 ; 1621 W art. 1-57. Montpellier : Archives départementales de l'Hérault (présentation en ligne).
- Fonds : Service d'études de la Mission interministérielle d'aménagement du littoral du Languedoc-Roussillon de Montpellier (Mission dite "Racine") [77,57 ml].  Cote : 1103 W. Montpellier : Archives départementales de l'Hérault (présentation en ligne).